# Modesto de Tréveris
San Modesto de Tréveris (¿? - 486) era obispo de Tréveris cuando los francos consiguieron el control de la ciudad.

## Biografía
Pocos hecho se conocen sobre su existencia. Se dice de él que trabajaba. Tiene los atributos y virtudes que conlleva su cargo. Ocupaba ese cargo en Tréveris cuando tuvo lugar la invasión que llevaron a cabo los reyes francos Meroveo y Childerico I. Luchó denodadamente contra el desaliento y la pobreza del pueblo, la indisciplina del clero y la corrupción. Practicó el rezo y el ayuno, así como la predicación en las calles de la ciudad. 
Murió siendo venerado como santo, el 24 de febrero del año 486.